# Mokrzyszów (gromada)
Mokrzyszów – dawna gromada, czyli najmniejsza jednostka podziału terytorialnego Polskiej Rzeczypospolitej Ludowej w latach 1954–1972.
Gromady, z gromadzkimi radami narodowymi (GRN) jako organami władzy najniższego stopnia na wsi, funkcjonowały od reformy reorganizującej administrację wiejską przeprowadzonej jesienią 1954 do momentu ich zniesienia z dniem 1 stycznia 1973, tym samym wypierając organizację gminną w latach 1954–1972.
Gromadę Mokrzyszów z siedzibą GRN w Mokrzyszowie (obecnie w granicach Tarnobrzega) utworzono – jako jedną z 8759 gromad na obszarze Polski – w powiecie tarnobrzeskim w woj. rzeszowskim na mocy uchwały nr 34/54 WRN w Rzeszowie z dnia 5 października 1954. W skład jednostki wszedł obszar dotychczasowej gromady Mokrzyszów ze zniesionej gminy Tarnobrzeg w tymże powiecie. Dla gromady ustalono 16 członków gromadzkiej rady narodowej.
30 czerwca 1960 do gromady Mokrzyszów włączono obszar zniesionej gromady Stale oraz wieś Żupawa ze zniesionej gromady Jeziorko w tymże powiecie.
Gromada przetrwała do końca 1972 roku, czyli do kolejnej reformy gminnej.